# 沙米亞
31°57′49″N 44°35′56″E / 31.96361°N 44.59889°E
沙米亞是伊拉克的城市，位於該國中部，由卡迪西亞省負責管轄，海拔高度20米，2012年人口27,009，主要農產品有稻米，居民主要信奉什葉派。